# Fenils
Fenils è una frazione del comune di Cesana Torinese situata a 1295  m s.l.m. Prima di essere aggregata a Cesana, fu capoluogo di un comune autonomo.

## Toponimo
In lingua francese il termine fenils è il plurale di fenil, ovvero fienile, locale dove si ritira il fieno per conservarlo.

## Geografia fisica
La frazione Fenils è collocata nell'alta Valsusa sul fondo di un valloncello che scende dal monte Chaberton, a breve distanza dalla sua confluenza nel solco vallivo principale.

## Storia
Fenils fu comune autonomo fino al 1928, anno nel quale fu unito a Cesana assieme agli ex-comuni di Désèrtes, Bousson, Mollières, Solomiac e Thures.
Il codice ISTAT del comune soppresso era 001825, il codice catastale (valido fino al 1983) era D536.

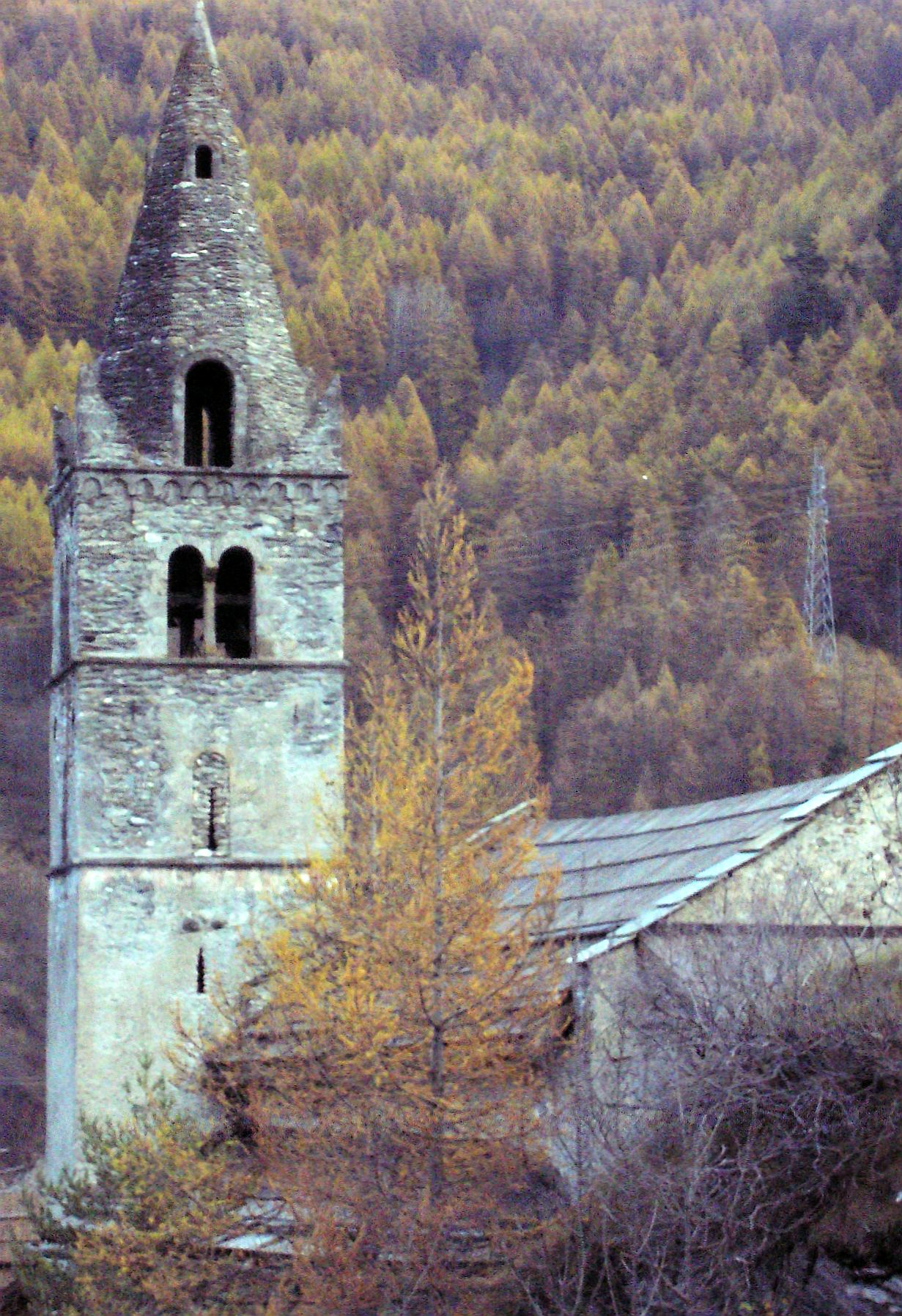
Il campanile della parrocchiale di San Giuliano

### Il borgo
Fenils è diviso in due borghi: il vecchio borgo e quello nuovo.
Nel vecchio borgo, Vernin, sono presenti la parrocchia di S. Giuliano e il cimitero.
Nella parte nuova si trova una piccola chiesa, un ristorante e un piccolo museo etnografico, visitabile su prenotazione, nel quale sono esposti fotografie, attrezzi e oggetti rappresentativi della vita quotidiana e delle produzioni agricole e zootecniche tradizionali del paese.

## Edifici notevoli
- Parrocchiale di San Giuliano, costruita nel 1490 in stile gotico[6] e ampliata attorno alla metà del XVIII secolo, si presenta oggi come un edificio a tre navate e con un pregevole soffitto a cassettoni.[7] Il campanile nella sua cuspide ottagonale con quattro orecchioni che la raccordano alla sottostante torre a sezione quadrata, ricorda analoghe costruzioni della zona di Briançon.[8]